# Olaf Manthey
Olaf Manthey (* 21. April 1955 in Bonn) ist ein ehemaliger deutscher Tourenwagenrennfahrer, der bis 2016 als Teamchef des Rennstalls Manthey Racing Fahrzeuge der Marke Porsche einsetzte, teils in Kooperation mit dem Werk. Am Firmensitz in Meuspath, direkt am Nürburgring, betrieb er mit Manthey Motors auch einen Tuningbetrieb für Porsche-Fahrzeuge.

## Leben
Olaf Manthey ist seit 1981 verheiratet. Das Paar hatte zwei Kinder, ein Sohn verunglückte jedoch 2007 tödlich. Mantheys Markenzeichen, ein Schnauzbart mit hochgezwirbelten Enden, wurde nach dem dritten Gesamtsieg in Folge beim 24-Stunden-Rennen auf dem Nürburgring 2008 gestutzt.

## Sportliche Laufbahn
Seine Rennsportkarriere begann Manthey im Jahr 1974 auf einem Simca 1200 S bei Berg- und Rundstreckenrennen. Auf Ford Escort RS 2000, BMW 635 CSi und Mercedes 190E 2.5-16 Evo II trat er bei VLN-Langstreckenrennen auf der Nürburgring-Nordschleife an, wo er 28 Gesamtsiege errang.
Von 1994 bis 1996 war er Leiter der Technik bei Persson Motorsport in der DTM. Im Jahr 1996 erfolgte die Gründung der Manthey-Racing GmbH und der Beginn der Tätigkeit als Teamchef. 2015 gab er den Rücktritt aus dem Motorsport bekannt. Die Mehrheit am Unternehmen Manthey-Racing wurde von Porsche übernommen.

## Sportliche Erfolge

### Als Fahrer
- 1982: 1. Platz Ford Sportpokal auf Ford Escort RS 2000
- 1983: 1. Platz Ford Sportpokal
- 1984: 2. Platz DTM auf Rover Vitesse
- 1985: 2. Platz DTM auf Rover Vitesse
- 1988: Hochgeschwindigkeits-Weltrekord auf Audi 200 Turbo
- 1990: 1. Platz Porsche Carrera Cup Deutschland auf Porsche 911 Carrera
- 1992–1995: 22 Gesamtsiege in der VLN auf Mercedes 190 EVO II

### Als Teamchef
- 1996: 4. Platz Teamwertung Porsche Supercup
- 1997: 1. und 2. Platz Fahrerwertung sowie 1. Platz Teamwertung im Porsche Supercup
- 1998: 1. und 2. Platz Fahrerwertung sowie 1. Platz Teamwertung im Porsche Supercup
- 1999: 1. Platz GT-Klasse 24 Stunden von Le Mans mit Porsche 911 GT3-R
- 1999: 1. Platz Fahrerwertung sowie 1. Platz Teamwertung im Porsche Supercup
- 2000: 1. Platz Fahrerwertung sowie 1. Platz Teamwertung im Porsche Supercup
- 2001: 3. Platz Teamwertung DTM mit Mercedes-Benz
- 2001: 3. Platz Teamwertung Porsche Supercup
- 2002: 4. Platz Teamwertung im Porsche Supercup
- 2003: 3. Platz beim 24-Stunden-Rennen auf dem Nürburgring
- 2004: 3. Platz beim 24-Stunden-Rennen auf dem Nürburgring
- 2005: 9. Platz beim 24-Stunden-Rennen auf dem Nürburgring
- 2006: 1. Platz beim 24-Stunden-Rennen auf dem Nürburgring
- 2007: 1. Platz beim 24-Stunden-Rennen auf dem Nürburgring
- 2008: 1. Platz beim 24-Stunden-Rennen auf dem Nürburgring
- 2009: 1. Platz beim 24-Stunden-Rennen auf dem Nürburgring
- 2011: 1. Platz beim 24-Stunden-Rennen auf dem Nürburgring
- 2018: 1. Platz beim 24-Stunden-Rennen auf dem Nürburgring
- 2021: 1. Platz beim 24-Stunden-Rennen auf dem Nürburgring